# Diethelm Tschöpe
Diethelm Tschöpe (* 1958 in Bonn) ist ein deutscher Diabetologe (DDG), Endokrinologe, Gastroenterologe und Gesundheitsökonom. Er war bis 2023 Direktor des Diabeteszentrums am Herz- und Diabeteszentrum Nordrhein-Westfalen Bad Oeynhausen (Universitätsklinik) sowie Hochschullehrer an der Ruhr-Universität Bochum. Er ist Lehrstuhlinhaber der Fächer Innere Medizin, Endokrinologie und Diabetologie. Tschöpe ist Vorsitzender der Stiftung „Der herzkranke Diabetiker“ (DHD) in der Deutschen Diabetes-Stiftung.

## Leben
In der Zeit von 1980 bis 1994 war Tschöpe wissenschaftlicher Mitarbeiter an der klinischen Abteilung des Deutschen Diabetes-Forschungsinstitutes an der Heinrich-Heine-Universität Düsseldorf. 1992 erfolgten Habilitation und Erlangung der Venia Legendi für das Fach „Innere Medizin“. Von 1994 an war Tschöpe als klinischer Oberarzt in Düsseldorf, seit 2002 zusätzlich als Lehrer des European Board of Endocrinology (UEMS) tätig, bevor er 2003 den Lehrstuhl Innere Medizin/Diabetologie/Endokrinologie an der Ruhr-Universität Bochum erhielt. Von 2003 bis 2023 war Diethelm Tschöpe Direktor des Diabeteszentrums am Herz- und Diabeteszentrum NRW (HDZ NRW), Bad Oeynhausen.
Er ist seit 1978 Mitglied der katholischen Studentenverbindung KDStV Moenania München.

## Ehrungen und Mitgliedschaften
- 1993 Forschungspreis Anna Jühling-Wunderlich Stiftung
- 1998 Ferdinand-Bertram Preis der Deutschen Diabetes-Gesellschaft (DDG)
- 1999 Kuratoriumsvorsitzender Stiftung „Der herzkranke Diabetiker“ (DHD)
- 2003 Gutachter/Ausbilder Sektion Endokrinologie bei der Ärztekammer Westfalen-Lippe (ÄKWL)
- 2006 Vorstandsmitglied Zentrum für Innovation in der Gesundheitswirtschaft (ZIG)
- 2007 Ehrendoktorwürde Medizinischen und Pharmazeutischen Universität Cluj-Napuca (Rumänien)
- 2010 Fellowship of the European Society of Cardiology (FESC)
- 2010 Wissenschaftlicher Beirat Deutsche Herzstiftung (DHS) e.V.
- 2013 Vorsitzender Kommission Telemedizin, Deutsche Gesellschaft für Innere Medizin (DGIM)
- 2014 Vorsitzender Rheinisch-Westfälische Gesellschaft für Innere Medizin (RWGIM)

## Wissenschaftliche und klinische Schwerpunkte
- Diagnostik der Thrombophilie bei vaskulären Risikopatienten
- Degenerative Gefäßerkrankungen und Pharmakologie der Gefäßprävention
- Nicht-invasive Gefäßdiagnostik
- Multimodale und individualisierte Therapiekonzepte
- Versorgungsforschung bei Stoffwechsel-, Herz-, Kreislauf- und Gefäßerkrankungen